# Hans Günther
Ne doit pas être confondu avec Hans Günther (officier SS).
Pour les articles homonymes, voir Günther.
Hans Günther est un anthropologue et raciologue allemand, né le 16 février 1891 à Fribourg-en-Brisgau (Grand-duché de Bade) où il est mort le 25 septembre 1968.
Il a repris la théorie de Joseph Arthur de Gobineau sur l'inégalité des races. Il est l'un des plus célèbres raciologues du Troisième Reich.

## Biographie
Hans Friedrich Karl Günther naît à Fribourg-en-Brisgau en 1891. Il étudie la linguistique comparée et la littérature allemande (germanistique) à l'université de Fribourg, suit également des cours de zoologie et de géographie. Il assiste à des conférences données par l'anthropologue Eugen Fischer. En 1914, il est reçu docteur en philologie. Lors du déclenchement de la Grande Guerre, il se porte volontaire, mais est déclaré inapte. Il participe au conflit dans le cadre de la Croix-Rouge. Il se fait connaître par ses écrits sous la république de Weimar, rencontrant le succès dès la publication de son ouvrage La Raciologie du peuple allemand (Rassenkunde des deutschen Volkes) qui s'écoule à 270 000 exemplaires dès sa première édition (1922).

### Reconnaissance universitaire
Il n'obtient de reconnaissance universitaire qu'après sa nomination à un poste d'enseignant à l'université d'Iéna en dépit des protestations du recteur et du Sénat de l'université. Sans l'appui du NSDAP et de Wilhelm Frick devenu ministre de l'Intérieur et de l'Éducation du Land de Thuringe, Günther n'aurait pas obtenu ce poste.
Une chaire de raciologie est alors créée pour lui : le 15 novembre 1930, sa leçon inaugurale est suivie par de nombreuses personnalités du NSDAP, Hitler, Darré, Sauckel, Goering.
À partir de 1933, sa carrière universitaire connaît un essor fulgurant : en 1935, nommé professeur à l'université de Berlin, il se voit décerner par Alfred Rosenberg le prix de la science du NSDAP puis à celle de Fribourg en 1939. Par ailleurs, cette reconnaissance lui permet de former, et de soutenir un groupe de chercheurs qui valident ses théories dans le cadre des instituts de recherches de SS.

### Carrière durant le Troisième Reich
Proche du nazisme, il édite ses ouvrages dans la maison d'édition de Julius Friedrich Lehmann, éditeur de Munich membre du NSDAP depuis 1920, mais Günther n'adhère formellement à la NSDAP qu'en 1932. Au sein du parti, il est surnommé Rassengünther (« Günther-des-races »). Cette proximité avec le parti lui vaut non seulement une carrière universitaire, mais aussi l'obtention de nombreuses fonctions au sein du parti et de l'État (il est ainsi nommé au sein du comité d'experts pour la politique démographique et raciale en 1933) et des distinctions honorifiques (en 1935, il reçoit le prix du parti pour la science, puis la médaille Goethe pour la science, et, en 1941, il se voit remettre la Goldenes Parteiabzeichen de la NSDAP.
Günther est considéré comme un intellectuel représentatif de l'« aile droite » du national-socialisme, hostile aux tendances collectivistes du phénomène (illustrées par l'« aile gauche » de la NSDAP, menée par des personnalités comme Johann von Leers et les frères Otto et Gregor Strasser) et désireuse de mettre en relief les contenus « apolliniens » et aristocratiques, les idéaux d'ordre, de mesure et de maîtrise de l'héritage indo-européen.

### Après 1945
En dépit de ses multiples écrits antisémites, il n'est emprisonné que trois années, la chambre de dénazification de Fribourg n'ayant pas retenu de faits contre lui.
Écarté en 1945, il continue à jouer un rôle significatif dans la formation des courants proches de la Nouvelle Droite française, l'annonce de son décès est d'ailleurs le fait de la revue de la Nouvelle Droite, Éléments.

## Conceptions et idées
Günther est l'un des plus ardents défenseurs de l'idée de race nordique, et non de la race aryenne. Ainsi, il s'attache dans ses écrits à rechercher les différentes origines possibles de la race aryenne et les raisons pour lesquelles une race peut être amenée à disparaître. Mais surtout, avant d'être l'un des théoriciens nordicistes, il est surtout un théoricien de la race indogermanique nordique.

### Croyances religieuses
Élevé dans la religion protestante, il quitte l'église protestante en 1925 et se rallie au mouvement néopaïen en 1935, en s'affiliant au mouvement de la foi allemande; sous l'influence de Rosenberg, il énonce ses affinités pour le paganisme Völkisch. De plus, s'il ne s'avoue païen qu'en 1935, ses écrits, et plus spécifiquement la Raciologie du peuple allemand, attestent d'un anti-christianisme latent, malgré la volonté de sa maison d'édition, Lehmann, de présenter ses thèses comme relevant uniquement du champ de la science.
Au début des années 1920, affichant ses croyances païennes, il est membre de la société de l'Edda, groupe païen croyant en la magie des runes ; il collabore régulièrement au journal de cette société, nommé Deutsche Freiheit (« Liberté allemande »), rebaptisé Arische Freiheit (« Liberté aryenne »). Par la suite, il adhère au Mouvement de la foi allemande de Jakob Hauer, soutenu par Alfred Rosenberg.
Jusqu'à la fin de sa vie, en 1968, il déclare adhérer au paganisme, dont il situe la source dans la paysannerie allemande, réaffirmant ainsi sa proximité avec Hitler et Darré.

### Les races selon Hans Günther
Selon Günther, fortement influencé par Gobineau, l'appartenance à une race se transmet de manière héréditaire et octroie à ses membres un certain nombre de caractères physiques et intellectuels héréditaires. Se présentant comme un anthroposociologue, il confère à la connaissance d'une hypothétique science de la race une importance capitale pour la compréhension des sciences humaines.
Durant les années 1920 et 1930, comme beaucoup d'autres théoriciens de la race, il propose une classification de l'humanité en races, organisées selon des critères d'implantation ou d'origine géographique. Chaque race serait dotée de caractères raciaux spécifiques, la race nordique devant combiner des capacités physiques et intellectuelles sans commune mesure avec les autres races. Cependant, selon lui, toutes les races présentes en Europe possèdent des caractéristiques communes, « des éléments raciaux », mais dans des proportions variables selon le degré de mélanges raciaux.
Ces caractères raciaux assurent à ceux qui les possèdent des capacités physiques et intellectuelles plus grandes que celles de leurs contemporains, ces capacités permettant l'acquisition, sur de nombreuses générations, d'une plus grande « conscience raciale », voire d'une « âme ». Parmi ces caractéristiques, la forme des crânes constitue un marqueur physique à ne pas négliger, selon Günther.
Cependant, il développe aussi l'idée qu'un peuple est un mélange de races : comme tous les autres peuples, le peuple allemand est constitué d'un mélange d'apports raciaux de différentes origines ; cependant, se plaçant dans la lignée du Gobineau, et ne niant pas le métissage qui constitue la base du peuple allemand, il trouve cette idée néfaste pour l'Occident. Dans les années 1930, il se montre un fervent partisan de la mise en place de statistiques raciales, afin de déterminer la part de chaque race dans le peuple allemand. Reprenant ces thèses rencontrant un certain succès à l'époque, il affirme que les Étrusques sont originaires du Levant et, de ce fait, constituent un « vestige asiatique » au cœur de l'Europe nordique,.
Gunther affirme que le christianisme, en proclamant l’égalité de tous les hommes à l’image de Dieu, est le premier responsable du métissage : « Selon lui, le nordisme primitif a été souillé par l’esprit oriental qui ne connaît ni grandeur, ni noblesse, ni dignité. Il convient donc d’épurer le nordisme de tous les éléments incarnés par le type oriental, à savoir la luxure, la haine, la ruse, la jalousie et, d’une manière générale, tout ce qui fait la bassesse de l’homme. Grâce à cette épuration, le Germain pourra retrouver toute sa force et sa pureté d’autrefois. Il aura aussi pour mission de régénérer non seulement l’Allemagne mais aussi l’ensemble du monde ». Dans les années 1950, Günther reprend la thèse du déclin de l'Europe, que la race nordique doit affronter.
Pour s'opposer à cette tendance, version raciste du déclinisme de Gobineau, il popularise l'idée de la nécessité d'une renordification du peuple allemand et des peuples européens, par une stricte sélection raciale, destinée à accroître la part du sang nordique au sein des peuples européens. Il envisage en réalité de modifier la composition raciale des peuples européens : il ne souhaite nullement revenir à une pureté raciale originelle, mais parvenir à une nouvelle race nordique, construite par une stricte politique eugéniste. Encourageant les mariages entre représentants de la race nordique, il épouse lui-même une Norvégienne.
Pour Günther, appuyé sur Jordanès, l'historien du peuple des Goths, la race nordique, héritière des cultures et de la spiritualité indo-germaniques de la Préhistoire, a pour origine géographique le Septentrion, voire le pôle Nord, dans la partie de l'Europe paléolithique non recouverte par les glaces, tout en s'opposant à l'hypothèse de l'origine indienne, donc asiatique, des Germains : en effet, il prend position dans les débats contre l'hypothèse d'une migration des élites indogermaniques depuis l'Asie vers l'Europe.
En effet, à ses yeux, rien de bon dans l'humanité ne peut être originaire du continent asiatique, s'opposant ainsi au mythe aryen, qui fait des Allemands les descendants d'une race dominante venue d'Asie.

### Des théories en évolution
Au fil des rééditions de son ouvrage la Raciologie du peuple allemand, il développe de nouvelles excroissances théoriques. Il crée ainsi une race dinarique, créée à partir de l'observation raciale des prisonniers alliés originaires des États balkaniques : cette race, protégée par la géographie particulière des Balkans, aurait su préserver sa particularité par d'habiles mélanges de sang.
À la suite de l'Anschluss, il affirme que la « composante du peuple allemand » vivant en Autriche, peut parfaitement s'intégrer au sein du schéma nazi ; de même, il crée une race est-baltique, issue de mélange entre la race nordique et la race ostique, caractérisée par de forts éléments raciaux asiatiques et mongols, des yeux et des cheveux foncés, et une race dalique, falique, cousine de la race nordique, caractérisée par unes silhouette épaisse, des cheveux blonds et des yeux bleus, dont les membres sont considérés comme des fossiles vivants, descendants directs de l'homme de Cro-Magnon. Ce mélange de races définit le peuple allemand comme un métissage de ces différentes races : au sein des individus coexisteraient des caractéristiques issus de ces dernières. Aux yeux de Günther et de ses équipes, seuls 6 % des Allemands sont de purs nordiques et 50 % de la population allemande au maximum porte en elle des composantes nordiques.
Il est ainsi amené à défendre, puis à faire valider d'un point de vue institutionnel, l'idée d'une élite germanique dans l'ensemble des civilisations antiques : les Grecs, les Celtes, les Italiques, ainsi que les Iraniens, les Indiens, les Afghans sont issus, au moins leurs élites, du Nord de l'Europe.

## Réception et diffusion de ses idées
Dans les années 1920, les ouvrages de Günther recueillent un certain succès auprès du public. Cependant, le monde universitaire est partagé sur les théories développées dans son ouvrage de 1925, l'Idée nordique ; parmi ses soutiens, Gustaf Kossinna se montre intéressé par ses théories, les reprend, mais les amende fortement.
En effet, le principal reproche adressé à cet auteur non issu du sérail universitaire est qu'il diffuse auprès de larges portions de la population allemande la thèse que le peuple allemand est lui aussi issu d'un mélange de races.

### Durant le Troisième Reich
À partir de 1933, puis surtout après la disparition de l'influence politique de la SA, la SS assure non seulement la réussite de sa carrière, mais aussi le succès de ses théories, érigées en dogmes par le régime : ainsi, en février 1935, le journal de la SS, Das Schwarze Korps reprend l'hypothèse nordiciste de Günther, en faisant du pôle Nord le lieu originel de la race nordique ; de même, la formation idéologique de l'Ordnungspolizei reprend ses idées à la lettre, en fixant le berceau géographique de la race nordique en Scandinavie et sur le pourtour de la mer Baltique.
En outre, ses théories sur l'origine nordique des civilisations grecques et romaines renforcent son influence au sein du mouvement nazi, car elles assurent non seulement l'idée d'un tronc commun aryen, mais contribuent aussi à justifier, en avançant l'idée d'une dispersion des Aryens dans le Sud de l'Europe, certaines prétentions territoriales.
Ces succès dans la SS et dans le mouvement nazi ne sont pas les seuls enregistrés par Günther et ses théories : les principaux statisticiens allemands reprennent ses principales théories raciales pour en faire la base de la science statistique du IIIe Reich.
Plus tardivement, à la fin de la guerre, la recherche anthropologique française est influencée par ses idées, à l'instar du paléontologue et anthropologue Henri Vallois, qui publie en 1944 un inventaire des races humaines, en énumérant vingt-sept.

### Après le conflit
Après la fin du conflit, il compte parmi les fondateurs de la ligue nordique, regroupement de militants identitaires dans les années 1950.
Dans les années 1970, les idées de Hans Günther auraient, selon Jean-Paul Demoule, été reprises par la mouvance de la Nouvelle Droite, explicitement dans le livre Vu de droite ou, toujours selon Demoule, dans les travaux de l'indo-européaniste et sanskitiste Jean Haudry.
Après la guerre, la diffusion de ces thèses se font confidentielles, mais il s'affirme comme l'un des principaux idéologues des milieux identitaires. Ainsi, dans les années 1950 et 1960, la diffusion de ses thèses et textes procède essentiellement d'un passage de flambeau entre militants de différentes générations.
Ainsi, ses idées participent rapidement à la mise en place du corpus idéologique de la droite radicale. En effet, en France, elles sont diffusées via les médias de la droite radicale, notamment la revue Nouvelle École, à la création de laquelle il participe.
Cependant, certains tenants de cette mouvance lui reprochent ses positions trop ostensiblement nordicistes, à l'image de François-Xavier Dillmann en 1979.

### Diffusion de ces textes
Durant la période nazie, la presse de la SS, ainsi que les maisons d'éditions liées à la SS assurent la diffusion des textes de Günther.
Dans les années 1950, les nordicistes anglo-saxons de la Northern League, fondée par Roger Pearson, contribuent à la diffusion de ses idées, en l'intégrant parmi les membres fondateurs du mouvement et en publiant régulièrement ses textes.
Dans les années 1970, la Nouvelle Droite, tout comme la mouvance folkiste, procède à la réédition de certains de ses livres, dans une perspective ouvertement négationniste. Aujourd'hui encore, les maisons d'édition liées à ce courant de pensée, notamment les éditions du Lore, rééditent fréquemment les textes de celui qu'ils considèrent comme l'un de leurs maîtres à penser.

## Influence sur Hitler
Timothy Ryback (en), qui a examiné les livres retrouvés dans la collection privée d'Adolf Hitler, note que Hitler possédait six livres écrits par Günther, dont quatre étaient différentes éditions de Rassenkunde des deutschen Volkes (en). Ils lui ont été donnés par l'éditeur de Günther Julius Friedrich Lehmann (de) qui en a dédicacé trois. Le plus ancien, la troisième édition de 1923, était dédicacé au nom du « défenseur acharné de la pensée raciale allemande », tandis que l'édition de 1928 comporte des vœux de Noël. La seizième édition de 1933, avec une annexe détaillée sur les Juifs d'Europe, démontre des signes d'un usage prolongé, soutenu. Lehmann l'a dédicacée au nom du « pionnier de la pensée raciale ». Ryback note que Hitler incluait le livre de Günther à la liste des livres recommandés à la lecture de tous les nationaux-socialistes. Lorsque le ministre de l'Éducation nouvellement nommé de la Thuringe Wilhelm Frick — premier membre du NSDAP ministre d'un gouvernement — a nommé Günther à la chaire d'anthropologie sociale de l'université d'Iéna en 1930 (pour laquelle les enseignants d'Iéna le considéraient comme non qualifié), Adolf Hitler et Hermann Göring ont assisté de manière démonstrative à sa leçon inaugurale[réf. nécessaire].

## Ouvrages de Hans Günther
- Der Begabungsschwund in Europa (unter dem Pseudonym Ludwig Winter) (1959), traduit en français Le déclin du talent en Europe, Éd. du Lore, 2009.
- Rassenkunde des deutschen Volkes (raciologie du peuple allemand), 1922.
- Kleine Rassenkunde Europas (1924), traduit en français Les peuples de l'Europe, Éd. du Lore, 2006.
- Mein Eindruck von Adolf Hitler (1969), traduit en français Mon témoignage sur Adolf Hitler, Éditions Pardès, 1990.
- Frömmigkeit nordischer Artung (1934), traduit en français Religiosité indo-européenne, Pardès, 1987.
- Platon als Hüter des Lebens (1966), traduit en français Platon, eugéniste et vitaliste, Pardès, 1987.
- Formen und Urgeschichte der Ehe (1940), traduit en français Le Mariage : ses formes, son origine, Payot, 1952.

### Ouvrages traduits en français
- Le mariage : ses formes, son origine, Paris, Payot, coll. « Bibliothèque historique », 1952, 255 p. (OCLC 26750150, BNF 32210338, SUDOC 009390758).
- Platon - Eugéniste et vitaliste, Puiseaux, Pardès, 1987, 85 p.  (ISBN 2-86714-013-7).
- Religiosité indo-européenne (préf. Julius Evola, trad. Robert Steuckers), Éditions du Lore, 2013, 123 p.  (ISBN 978-2-35352-039-8).
- Les peuples de l'Europe (préf. Edwige Thibaut, trad. Etienne Bourdin), Éditions du Lore, 2018, 422 p.  (ISBN 978-2-35352-527-0).

### Liens internet
1. ↑  Der Nationalsozialismus und die Antike / Johann Chapoutot. Aus dem Französischen von Walther Fekl. - Darmstadt : von Zabern, 2014, academia.edu, Informationsmittel (IFB).